# Capital Regional District
Capital Regional District är ett regionalt distrikt i provinsen British Columbia i Kanada.   Det ligger i sydligaste delen av provinsen vid Vancouveröns sydöstra ände. Antalet invånare var 383 360 år 2016 och ytan är 2 340 kvadratkilometer.
I Capital Regional District finns följande kommuner:
- Central Saanich (district municipality)
- Colwood (stad)
- Esquimalt (district municipality)
- Highlands (district municipality)
- Langford (stad)
- Metchosin (district municipality)
- North Saanich (district municipality)
- Oak Bay (district municipality)
- Saanich (district municipality)
- Sidney (town)
- Sooke (district municipality)
- Victoria (stad)
- View Royal (town)